# 新世紀福音戰士角色列表
新世紀福音戰士角色是指日本動漫新世紀福音戰士相關作品中的登場人物，作品包括《新世纪福音战士》、《新世紀福音戰士劇場版》、《福音戰士新劇場版》等。主人公是一名14岁少年碇真嗣，他被父亲、NERV司令碇源堂招募来驾驶EVA。他在NERV结识了葛城美里等人，还有同龄的EVA驾驶员綾波零和明日香；转学后结交了同班同学鈴原冬二和相田劍介。

## 构想
GAINAX工作室选择了人际沟通的问题作为动画的主题，特别强调了不同代人之间的沟通。其目的是创作一部反映被认为处于废墟之中的当代日本社会的不可交流性的系列作品。导演庵野秀明从年轻时起就是一个御宅族，在《蓝宝石之谜》完成后陷入了抑郁，并因此将他的个人经历倾注到《新世纪福音战士》中，使其成为他的感受的反映：
在新世纪福音战士中，我试图将一个四年间破碎又无能为力的我，全部都放进去。逃避了四年，仅仅是没死而已的我，仅仅因为一个念头“不能逃避！”而开始制作这部作品。我的意图是在电影中留下深刻印象。我知道这是一件鲁莽、傲慢、困难的事情。但我努力了。我不知道结果会是什么。因为，这个故事在我心中还没有完成。——庵野秀明

## EVA驾驶员

### 碇真嗣
碇真嗣（Ikari Shinji，聲優：緒方惠美） （又译碇真治）
- 年龄：14岁。是EVA初号机的驾驶员，第3适格者，心灵有创伤的自闭少年。
- 他自小被父親寄養在親戚家中，十多年來與父親極少來往，這使他在年幼時就已非常獨立，但這同時也是構成他心灵創傷的原因之一。
- 作为驾驶员，他与EVA初号机的同步率最高，在歼灭使徒的各次战役中的表现亦最为突出。他是一个性格相当温和而内向的少年，处事态度消极、遇事总是用“对不起”来逃避现实。作为本片的主人公，片中有很多对其心理的描写，包括多次他的回忆、和自己的对话中都能够体现他的性格。他宁愿选择让别人伤害自己，也不愿去伤害别人，而在更多的时候却选择了逃避（有很多集着重写了他逃离NERV，逃避自己命运的剧情）。
- 后来由于“活宝二人组”的带动及明日香的出现，变得比较开朗活泼一些。平时对做家事相当拿手，在他寄居于葛城美里住处时，几乎都是靠他来操持家务。
- 可能很多看过的人会觉得作为主人公的他显得十分懦弱和无能，但事实上这是有原因的，是由于幼时被母亲碇唯特別安排來到現場亲眼看到母亲由于同步率400%而以量子态被溶于LCL中，拯救计划失败，故内心有很深的创伤，雖然他忘記了，但潛意識已經受到創傷（因為真嗣並不知情，以為母親「死了」，事實上她將自己的靈魂移轉到EVA初號機，依照漫畫版的設定，她是自願留在初號機中的）。
- 雖然他有懦弱無能的形象，但實際上他的戰績一流，也有幾次非常勇猛的表現，而且他在經歷數次劇痛後，戰鬥意識還更強烈，對於創傷及壓力的忍受力算是非常好的；許多軍人在類似的狀況，也會崩潰。相較於許多作品中，抗壓力超過人類極限的英雄，他的反應更類似正常人的反應。
- 事实上他在与第十四使徒（力天使塞路爾（Zeruel））的较量中也被溶解于LCL中，在赤木律子博士和葛城上尉的努力下，身体才得以重新实体化。
- 在漫畫版中，他最後把初號機當成媽媽，他最終也知道碇唯的靈魂留在初號機裡面；在電視版中，他也感覺到初號機跟媽媽的關係。

### 綾波零
綾波零（Ayanami Rei，聲優：林原惠）（又譯綾波麗）
- 年龄：14岁。第1适格者，靈魂是來自於Lilith，肉體是碇真嗣的母親碇唯的複製人，同時也是EVA零号机的驾驶员，有着一双美麗的血红色眼睛和一頭淡藍色自然短发，是一个缺乏面部表情，并且性格冷漠的角色，是其無口萌的特性，可算是無口萌的始祖。
- 在剧中出现的大都是第二个零。律子博士的母亲直子博士在完成了MAGI的初步理论后，掐死第一个零后自杀。
- 她的性格中缺乏一般的情感表现，沉默寡言、面无表情，无论交给她多苛酷的任务，她都不会有任何异议。很大的一部分原因是由于她知道自己是为命令而生的，她也知道如果她死了会有另一个她来替代。她對這種宿命深入的了解使她产生了这种冷漠的性格。几乎没有人能接触其内心，除了碇源堂她不对任何人表达感情。后来听了真嗣一句：“有妈妈的味道”之后，她的性情大有改变。在故事最后她得知自己是使用第二使徒灵魂和真嗣母亲碇唯合成的人造人。

### 惣流·明日香·蘭格雷
惣流·明日香·蘭格雷（Soryu Asuka Langley，聲優：宮村優子）
- 年龄14岁。EVA贰号机的驾驶员，第2适格者，从小在德国长大，性格任性活泼。
- 她的著名台词（你白痴啊？）曾一度在日本校园中十分流行。关于「明日香」（アスカ，Asuka）的翻译，按照在日文中的读音，作为名字来讲，女一般译为「明日香」，男一般译为「飞鸟」（中國版《新世紀天鹰战士》中的「飞鸟」似乎由此而来，但TV第26话「学園EVA」有出现「明日香」三个汉字）。
- 在美國長大，擁有四分之三德國、四分之一的日本血统。平时虽然也和真嗣一同上学，但是个在德国已经上到大学的天才少女。她对自己的能力非常自傲，自尊心强、以自我为中心，擁有極強自我意識。
- 故事中明日香曾向碇真嗣透露自己是試管嬰兒；漫畫版則表明她是母親從精子銀行中購買後生下來的，自己並不知道父親是誰，也因此她和母親產生了一些隔閡。
- 在舊劇場版及漫畫版中，她理解到母親的一部分藏在貳號機內，心理狀態因此恢復。
- 另外，有关明日香的性格，許多人的意见並不一致，这是因为TV版与漫画版对于她的描绘有出入：TV版中的明日香，是一个活泼好动、直爽但令人很难接近的女孩；而在漫画版中，明日香具有「双重性格」（真嗣语），在大人面前是一派天真可爱，而在同伴面前（尤其是真嗣）则是一副极其刁蛮泼辣的模样。不过2个版本都具有的是，明日香争强好胜，不喜歡被人超越，更不愿意被命运摆布。
- 在新劇場版系列中，姓名更改為「式波·明日香·蘭格雷」，軍階為上尉，來自德國空軍；在《新劇場版：Q》中加入以美里為首的反NERV組織WILLE，十四年的時間樣貌並未改變，向真嗣表露是因「EVA的詛咒」造成的。繼續擔綱EVA改2號機的駕駛員。

### 渚薰
渚薰（Nagisa Kaworu，聲優：石田彰）
- 年齡：15歲，出生日期和第二次衝擊是同一天。第5適格者，過去全被抺消。
- 他比真嗣稍高一些，手足细长，有着少年期特有的中性性格。以第五適格者的身份被SEELE派遣到NERV本部，代替精神崩潰的明日香搭乘EVA。
- 可自由控制同步率，且能夠自由操縱無人駕駛的EVA。
- 他在出现后不久就和真嗣建立了一种难以言喻的亲密感。而他的真面貌是最後的使徒Tabris，在電視版中，最終真嗣不情願地動手殺他，而他也自願受死。
- 在新劇場版系列，渚薰表明了自己的身分是第一使徒。於《新劇場版：序》中首次豋場；並於《新劇場版：破》中擔任Mark.06駕駛員自月球基地前往第三新東京市，中止了近第三次衝擊。
- 在多款與福音戰士系列有關的電玩中，他經常駕駛EVA4號機豋場。

### 真希波·真理·伊拉絲多莉亞斯
真希波·真理·伊拉丝多莉亚斯（Makinami Mari Illustrious，聲優：坂本真綾）
- 其他译名：真希波·玛丽·伊兰崔亚斯、真希波·真里·伊拉崔亞斯、真希波·真理·伊勒斯提利亞斯

僅於新劇場版系列登場，於福音战士新剧场版：破首次出场的人物，擁有棕色双马尾（最初人设是紫红色头发），蓝绿色双瞳，戴着红框板材眼镜，发带是A10神经连接端口。
最初是EVA5号机的适格者，战斗服绿色。后来代替明日香驾驶EVA2号机，战斗服换为粉色，
她是個留著雙馬尾的樂天派眼鏡妹，此外由於非常淡定的表現，似乎顯示她對NERV的計畫知之甚詳。
在《新劇場版：Q》中，雖然已過去了十四年但樣貌並無改變，加入了以葛城美里為首的反NERV組織WILLE，駕駛EVA8號機與明日香駕駛EVA改2號機共同作戰。
在WILLIE的住所堆满了書，稱「書是人類智慧的結晶」，自己「不可實現的願望是讀遍人類所有的書」。
- 在漫畫版第14集中以「真希波真理」之名登場，並提及是碇唯的學妹。漫畫中她出現的時間是1998年，那時是16歲，她對成績優於自己的碇唯懷有好感，最後向碇唯表明心意，前往英國留學。

## NERV职员

### 葛城美里
葛城美里（Katsuragi Misato，聲優：三石琴乃）
- 年龄：29岁。NERV特务机关本部战术作战部長，也是三个驾驶员的直属上司。
- 她的父亲原来也是NERV的成员，但她憎恨父親為了工作忽略家庭。在第二次冲击时，她在NERV工作的父亲以自己的牺牲救了她一命，被救回之後卻有一段期間罹患了失語症。她是赴南极的葛城探险队的唯一生还者，是少数目击过“第二次冲击”的人。为了复仇她也加入了NERV，打算以自己的力量打倒使徒。身为战斗指挥单位的最高负责人，当正副司令都不在时，她就是NERV的指挥官。
- 她也充任寄居在她家里的真嗣和明日香的監護人。她在表面上的性格显得相当外向、樂觀與開朗，有时就像是个不折不扣的傻大姊。不过私底下她也有只問工作成敗的冷酷面，心境和表情都非常丰富。在真嗣搬到第3新东京市之后，她就是略显阴郁的真嗣在感情上的重要支柱。在工作之外，凡是属于自己家务事的范围，她却往往还要反过来依靠真嗣的照顾。在真嗣搬来之前好像只靠啤酒和速食食品度日。
- 學生時期曾與加持良治交往，後因發現與加持在一起開心的感覺似乎是在追尋父親的影子，而感到害怕並提出分手。
- 在戰鬥中具有超強的運氣，制定了得勝率極低的戰術、卻還能獲勝；而在生活中運氣差，除了能獲得加持的真愛外。
- 階級在電視版中一開始是上尉（大尉），12集（漫畫版第五集）中升等為少校（少佐）；而新劇場版系列中，中一開始即是中校（中佐），於《破》中升階為上校（大佐）。
- 於旧劇場版《Air》中最後為了保護並護送真嗣到初號機的機庫而被槍擊，最終死於戰略自略隊引爆的爆炸中，並在《真心為你》中，化為LCL而消失。
- 在《新劇場版：Q》中擔任AAA Wunder的艦長。職階為大佐。

### 碇源堂
碇源堂（Ikari Gendou，聲優：立木文彦）（又译碇元渡）
- 1967年4月29日出生，年龄48岁。
- NERV司令官，碇真嗣的父亲。他原姓六分仪，和碇唯结婚后改姓碇（#新劇場版中，碇是原本的姓氏，唯原姓綾波）。
- 他从年轻时代起就是一个相当神秘的人，在几乎毁灭世界的第二次冲击发生后，他就全力投入研究事件的真相、「使徒」的真面目和其他种种相关的谜题。「人类补完计划」和NERV的成立都跟他有相当深的牵连，曾于2003年国联设立的人工进化研究所担任所长的职务。
- 許多人都相信他是為了利用碇唯及她身後的SEELE而接近她、並與她結婚，但是不管他一開始的目的為何，他最終還是深愛著他的妻子。
- 2010年，成为国联直属的以调查、研究、歼灭使徒为目的的NERV的司令，也是整个EVA开发计划的总负责人。此外，他亦是被称作「人类补完计划」的机密计划的责任者。在形式上，他虽然是受人类补完委员会和Seele的指示在指挥NERV，但是在暗中他有着自己的计划。
- 他是一个为了达到自己的目的而无视人性与感情、极为冷酷的人。但他對唯卻有著極深的感情，他一切計畫的最終目的就是再見到唯。
- 他是將他兒子玩弄於股掌的父親，被真嗣所厌恶。在新劇場版中，計劃性的引發了近第三次衝擊和第四次衝擊。
- 舊劇場版《真心為你》中，化為LCL的意象為被初號機吃掉。
- 漫畫版中，綾波零回歸莉莉絲之後，被本來認為已死的赤木律子開槍射殺。
- 實際上，在他冷酷的外表與作為下，他是一個內心極為軟弱的人，無法面對真嗣的原因也是因為害怕他，最終得到了真嗣的一句慰藉，從真嗣身上看到了妻子的影子。

### 赤木律子
赤木律子（Akagi Ritsuko，聲優：山口由里子）
- 年龄：30岁。NERV的科學家，赤木直子（MAGI三賢者系統的開發者）的女兒。
- 性格冷靜、实事求是，煙抽得很兇，是個工作狂。NERV技术开发部门首席人员、EVA开发计划的负责人。她是一个相当有才能的科学家，个性属于绝对理智型，相当果决而明快，而且具备碇源堂所缺乏的冷静，常带有一种现实主义式的冷漠无情。
- 喜歡收集貓的用品。
- 她是葛城美里的大學時期結識的朋友，也認識加持良治。后来她將原本的棕髮染成金髮，以撇除從前不起眼的小女孩形象。與葛城不同的是，她寧可EVA犧牲駕駛員也要完成任務，這種冷酷性格和碇源堂不惶多讓。
- 除了碇源堂和冬月耕造外，她是唯一完全清楚知道NERV計劃的實際目的NERV成員。
- 赤木像自己的母親一樣愛上碇源堂，並有著不可告人的關係。但她隨後亦發覺碇源堂只是利用她。為了報復，赤木破壞了綾波零的Dummy系統。在於旧劇場版《Air》中，最後她設計企圖令MAGI系統自毀NERV，並阻止碇源堂發動第三次衝擊。但MAGI的Casper（擁有赤木直子身為女性的人格）否決了赤木的指令，她亦被碇源堂射殺了。
- 漫畫版中，被源堂開槍後未立即死去；等到綾波零回歸莉莉絲之後，開槍射殺源堂後才死，並在《真心為你》中，化為LCL而消失。在《新劇場版：Q》中，加入了以葛城美里為首的反NERV組織WILLE，並擔任AAA Wunder副艦長。她的頭髮比《新劇場版：破》的時候短很多。

### 伊吹摩耶
伊吹摩耶（Ibuki Maya，聲優：長澤美樹）
- 年龄：24岁。階級二尉。所屬NERV本部技術開發部技術局一課。
- 憧憬赤木律子，負責操作MAGI，監看EVA的狀態（例如同步率），並管理EVA的系統，保護駕駛員。
- 有時因其“潔癖”的性格以及過於善良的心地，也會讓她對赤木律子的決定有所難色。
- 即使在任務中也不會抹消自己的感情，曾在真嗣破壞NERV構造時安慰並勸解過真嗣，也表達過對人造駕駛員「模擬插入栓（ダミープラグ）」的不滿。在NERV總部被攻入時拒絕開槍殺人。
- 舊劇場版《真心為你》中，最後接觸赤木律子的幻影，化為LCL而消失。在《新劇場版：Q》中，加入了以葛城美里為首的反NERV組織WILLE，調任為整備長，指揮後勤工作。對年輕人和組織現有的人手感到不滿。
- 名稱由來自取舊日本帝國海軍伊吹級重巡洋艦及高雄級重巡洋艦4號艦摩耶號重巡洋艦。

### 日向誠
日向誠（Hyuga Makoto，聲優：結城比呂）
- 年龄：不詳。階級二尉。所屬NERV本部中央作戰司令部作戰局第一課。
- 為人機敏膽大，擅長電腦操作，對上司葛城美里很是欽慕。不過在細節尚不夠檢點，曾偷過伊吹的資料，侵入過保安部的電腦。
- 平日最大的愛好是看漫畫書。在加持死後幫助美里收集關於第二次衝擊的情報。
- 上司是葛城美里，並對其有愛意。
- 舊劇場版《真心為你》中，最後接觸葛城美里的幻影，化為LCL而消失。在《新劇場版：Q》中，加入了以葛城美里為首的反NERV組織WILLE，於AAA Wunder艦橋擔任要員。
- 名稱由來自大日本帝国海軍伊勢型戦艦二番艦「日向號戰列艦」。

### 青葉茂
青葉茂（Aoba Shigeru，聲優：子安武人）
- 年龄：約20多歲。階級二尉。所屬NERV本部中央作戰司令部情報局第二課。
- 平時擔任通訊及情報分析的工作，在工作的空閒時間會擺出一副練彈吉他的手勢，擅長電貝斯，對音樂相當熟悉。
- 舊劇場版《真心為你》中，冬月、日向、伊吹等人都有看到自己重視的人後化為LCL消失，只有青葉是看到一堆綾波零在驚嚇中化為LCL而消失。在《新劇場版：Q》中，加入了以葛城美里為首的反NERV組織WILLE，於AAA Wunder艦橋擔任要員。與十四年前外觀差別是蓄鬍。
- 名稱由來自大日本帝国海軍「青葉號重巡洋艦」和井上廈原作、由岡本喜八執導的1974年電影《青葉茂盛》。

### 冬月耕造
冬月耕造（Fuyutsuki Kouzou，聲優：清川元夢）
- 年齡：59歲。冬月耕造，NERV的副司令，常常在碇源堂不在的時代理他的工作。
- 為人冷靜，具分析頭腦，能夠做到完全客觀分析，卻不太善於交際。知曉諸多EVA的內幕。
- 在1999年，即第二次衝擊的前一年，他在京都的大學任職副教授，其主要研究「形而上生物學」（所謂「形而上」是哲學用語，即形上學，指的是超越經驗所累積的具體性，個別性，而以全體性，究極性，絕對性的立場來看待事物）。
- 而後他遇到一名優秀的生物工程學學生碇唯。他對碇唯很有好感。而那時候碇唯已經與SEELE有所瓜葛。同一年，他因為被素未謀面的六分儀源堂指定為其醉酒鬧事的保證人而認識了源堂。源堂亦因此而認識了碇唯，並且兩人開始交往。當他從碇唯口中得知二人在交往時，十分驚訝。
- 在2002年，冬月在往南極的調查船上遇見源堂，並得知其與碇唯的婚事。同年，聯合國發表報告，指出第二次衝擊是殞石墜落南極造成。根據冬月的調查，曝光於公眾的情報並非真相，第二次衝擊的真相是「光之巨人」亞當所引起。
- 2003年時，他前往GEHIRN的前身人工進化研究所，質問當時任職所長的碇源堂，並揚言將光之巨人的存在公諸於世。後碇源堂引領他前往地下都市GEO FRONT的前身，GEHIRN的所在地，參觀Seele正在進行的E計劃，即亞當再生計劃，從光之巨人亞當中複製出EVA系列。其中還有超級電腦三賢人正在發展。而碇唯同為GEHIRN的一員。當冬月知道這個計劃是一項很大的人工進化工程，即「人類補完計劃」時，他選擇加入GEHIRN，從此成為源堂的左右手。
- 舊劇場版中，最後接觸碇唯的幻影，化為LCL而消失。

### 加持良治
加持良治（Kaji Ryouji，聲優：山寺宏一）
- 年齡：31歲，表面上看起来他是个不修边幅的浪荡子，乃是具有NERV特殊監察部成員及政府內務省的調查部部員兩重身份的雙面间諜，同時：也受到SEELE的指使監視NERV司令官碇源堂的一舉一動。表面上輕佻浮躁、不修邊幅，但其實是个很有心計的人。是明日香的暗戀對象。学生时代與律子是好友，並曾与美里有过恋爱关系，酷爱冒险，好奇心强，善于处理各类棘手的事件。在生活方面他是位受女性欢迎的角色，其人生观多次引导真嗣，令其重新建立战斗意志。平时有在地下都市栽培西瓜的兴趣。
- 在新劇場版，被設定常抽菸；在漫畫版中，更是完全不顧他人健康的連室內都到處抽菸；在碇真嗣育成計畫中，他也因為在室內抽菸而被碇源堂斥責，要求他尊重學生的健康。
- 在漫畫版中，他曾說他很怕死。
- 漫畫中言明在二次衝擊發生后曾與弟弟和一群夥伴坑蒙拐騙討生活（因為當時環境很差）。在某次入侵軍事糧倉被發現后，因為自己怕死而將同伴藏身地和盤托出，結果卻遭到軍人欺騙，此次事件造成其同伴與弟弟的慘死。成為自己的心靈創傷。但也由此產生調查清楚第二次衝擊真相的想法。
- 因為身為間諜，對NERV構造瞭若指掌，在漫畫版中力天使襲擊時帶真嗣到了可以直通中央教條的糧倉。
- 作為SEELE“繫在碇源堂脖子上的鈴鐺”卻沒有響，同時作為知道太多NERV內情的人，劇情後期被雙方追殺。動畫中在與美里發生關係時，漫畫在親吻美里之後，將自己的調查資料轉交給美里。之後遭到殺害。動畫中兇手疑似為一名中年女性，漫畫則有模糊地類似赤木律子的身影。
- 新劇場版中，登場於第三使徒的作戰，與真希波真理熟識，疑似是五號機自爆的始作俑者，藉此消滅懸而未決的第三使徒和隸屬歐盟和俄國的五號機。四號機消滅事件時竊聽碇源堂和冬月耕造的對話。自NERV奪走AAA Wunder的策劃者，和美里道別後赴死以阻止第三次衝擊。

## SEELE

### 基路·洛仑兹
基路·洛仑兹（Keel Lorenz，聲優：麦人）（又譯基爾·羅倫茲）
作为人类补完委员会的中心人物，在幕后操纵着NERV，是德意志的亚利安系人。平时总用目镜覆盖眼睛，隐藏表情，但并非绝对的权力者，他通常用“我们”的复数形式来自称，让人总感到他只是组织的一员。他与冬月及碇源堂似乎在很久以前便已相识。
“基尔（Keel）”是龙骨之意。在剧场版《真心为你》中，化为LCL之后显示其体内有大部分骨骼与器官为人造。

## 市立初中生

### 鈴原冬二
鈴原冬二（Suzuhara Touji，聲優：關智一）
- 年龄：14岁。第4适任者，EVA3號機的駕駛員，第3新東京市立第一中学校2年A組學生。
- 是碇真嗣的好朋友，就讀第3新東京市第一中學校，為人豪爽、運動能力強，總是穿著一身黑色運動服裝，與碇真嗣、相田劍介被明日香及班長洞木光並稱為「白痴三人組」，也因此常常跟明日香鬥嘴。他是與碇真嗣、綾波零與惣流·明日香·蘭格雷是第3新東京市立第一中學2年A組的同班同學。他自称“硬派的热血汉”，讲起话来常喜欢用满口奇怪的大阪腔，其性格属于先动手后动口的热血型，虽然也是个善良的人，但是却常常不会适当地表达自己的感觉。他与真嗣的误会解开后成为挚友，亦是美里的崇拜者。
- 後被NERV以醫治他妹妹作為代價而被找去駕駛從美國的NERV第二支部強制運送過來的EVA3號機。
- EVA3號機在空中運送的途中被使徒Bardiel寄生，啟動實驗時奪得控制權，因此3號機被認定為使徒（電視版編號13、漫畫版編號08）。後來3號機遭到初号机替代系統模式（Dummy System，台灣版翻譯成「擬人系統」）摧毀，結果冬二於電視版重傷（失去左腿），漫畫版死亡。
- 而且電視版與漫畫版有兩種不同的方向與結局。電視版部分真嗣並不知道冬二是EVA3號機駕駛員，直至与3号机战斗后（第18集片尾）才得知此事；漫畫版中冬二向真嗣坦承NERV以醫治他妹妹作為代價被找去做為3號機駕駛員，也在之後使徒Bardiel寄生後的3號機遇上初號機時，電視版部分是真嗣因為被寄生的3號機內有「駕駛員」的關係不願戰鬥，漫畫版則是因為真嗣知道3號機駕駛員是冬二的關係而不願戰鬥。
- 新劇場版與舊系列相異，沒有搭乘3號機，而是去接自己妹妹出院。在第十使徒進攻時和同班同學一起逃向避難所。
- 於Q中得知妹妹名字為鈴原櫻。
- 於𝄇再度登場，近第三次衝擊的生還者之一，於第三村擔任醫師，與洞木光結婚，並育有一女。

### 相田劍介
相田劍介（Aita Kensuke，聲優：岩永哲哉）
- 年齡：14歲，出生日期為2001年9月12日，第3新東京市立第一中学校2年A組學生。
- 是真嗣的同班同學與好友，因真嗣的所有同班同學都是駕駛EVA的適任者（電視動畫第19集），因此同為候選駕駛員之一。他跟真嗣同樣母親已去世，與父親相依為命，其父為NERV工作人員。
- 是一個典型的軍事迷，可以自己一個人到郊外自己一個人玩生存遊戲而樂此不疲。對於模型及攝影也很有興趣，因此對真嗣的EVA駕駛員身份有所憧憬，曾冒著生命危險離開避難所一睹EVA作戰之姿。志願成為EVA的駕駛員，但最終並未實現，而命運揀選了他的朋友鈴原冬二。
- 在開頭，他可以算是冬二及真嗣中間的「和事佬」，幫助二人和好。在真嗣第一次出走的時候，正在玩生存遊戲的劍介碰上了他，跟他互相傾談分享。他跟真嗣及冬二彼此是好朋友，被明日香及洞木光稱為「白痴三人組」。
- 新劇場版中在第十使徒進攻第三新東京市時，與同班同學一起逃向避難所。
- 於𝄇再度豋場，於近第三次衝擊後生還，居住在第三村邊界，於WILLE附屬組織KREDIT擔任反L結界淨化系統的工程師。明日香對其暱稱「劍劍」（ケンケン），在明日香的補完儀式中出現，透露於近第三次衝擊後的十四年間成為明日香的支柱。
- 名稱由來自村上龍的小說《愛與幻想的法西斯》。

### 洞木光
洞木光（Horaki Hikari，聲優：岩男潤子）
- 年龄：13岁，第3新東京市立第一中学校2年A組學生。
- 是真嗣的同班同學，是個很有責任感的班長。平時與明日香常把碇真嗣、相田劍介、鈴原冬二並稱為「白痴三人組」。其實私底下對鈴原冬二很有好感，甚至幫他做便當。
- 家庭共有一名姊姊和一名妹妹，和明日香非常要好，曾為離家出走的明日香提供住處。
- 內心其實十分纖細，曾因不知如何接近鈴原冬二而煩惱，而與明日香商量。
- 在電視版中，當EVA三號機失事後一直陪伴著受傷的冬二，並在最後從第三新東京市撤離擔當照顧美里的寵物片片的責任。漫畫版則因冬二之死而討厭起真嗣來。在新劇場版中並未有描繪暗戀冬二的情景，但卻額外增加與明日香結交友誼的片段，在第十使徒進攻時，和同班同學一起逃向避難所時受到冬二的保護。近第三次衝擊的生還者之一，十四年後已與鈴原冬二結婚，並育有一女。綾波零（暫稱）流落至第三村時，居於其宅。
- 名稱由來自村上龍的小說《愛與幻想的法西斯》及新幹線的光號列車。

## 母親

### 碇唯
碇唯（Ikari Yui，聲優：林原惠）
- 碇源堂的妻子，碇真嗣的母親。
- 劇情進行過程中從頭到尾都沒有親身露面，卻無疑是整個《新世紀福音戰士》中最關鍵的人物之一。
- 過去曾在筑波大學研究基因工程，在此認識了老師冬月與他未來的丈夫源堂。在2004年的一項實驗中失蹤，以「實驗失敗，死亡」作結。然而事實上實驗成功了，她完全達到她的目標，成功將自己的靈魂移轉到永生不死的EVA初號機中（這也解釋了為何初號機與碇真嗣有著不尋常的極高同步率），成為接近神的存在，為的是「人類只能活在地球上，但EVA卻能長存於宇宙中。五十億年以後，地球、月球、太陽都毀滅以後，EVA仍然會生存著，會非常孤獨吧？但只要還有一個人活著，這就是人類曾經在宇宙中存在過的永恆證明」。
- 她特別安排兒子真嗣來到現場，見證她以人類形態存在的最後一面。但真嗣並不知情，自始至終都以為母親「死了」，真嗣將這個創傷深埋在心理，知道真相的只有碇源堂和冬月兩人。
- 碇源堂為了自己主導補完計畫，讓自己轉化到與碇唯相同的境界—神的存在，並在第三次衝擊後的新世界與她相見，而取碇唯的基因製造了複製人綾波零，想自己與初號機融合。可以說：碇源堂參與SEELE、加入NERV等種種行動的最終動機，就是為了再見到碇唯。
- 最終在舊劇場版《真心為你》中，碇唯輔助真嗣達成他心中所想的世界。而在最後，她與初號機永存於宇宙之中，成為人類活著過的證據，即使那是孤寂的。

### 赤木直子
赤木直子（Naoko Akagi，聲優：土井美加）
- 律子的母親，MAGI電腦系統的開發者。
- 她一生致力於研究，並將女兒留給祖母照顧，並通過信件與她進行互動。在第二次衝擊之後，他在位於NERV的前身「人工進化研究所」下工作，並修正與解決許多系統的秘密與計劃。
- 她愛上了碇源堂，可是碇源堂內心只有碇唯，直子只不過是被他利用的棋子，最後在2010年，在受到碇源堂的指使的第一個綾波零刺激下，她才明白自己在碇源堂的眼中已再沒利用的價值，並捏死了綾波零來洩憤，MAGI完成之後的第二天，赤木直子在終極教條自殺身亡。
- 雖然她死了，她的人格仍留在MAGI的三大系統：MELCHIOR-1（科學家的人格），BALTHASAR-2（母親的人格），CASPER-3（女人的人格）身上，在某程度上代表了她的思想。在劇場版《Air》時，赤目律子試圖啟動NERV的自爆程式，令她可以跟碇源堂同歸於盡，可惜身為「女人」性格的CASPER則拒絕了這要求，選擇了碇源堂。

### 惣流‧恭子‧齊柏林
惣流‧恭子‧齊柏林（Kyoko Zeppelin Soryu，聲優：川村萬梨阿）
- 明日香的母親，過去曾是EVA計劃德國分部的科學家皆主要負責人。
- 過去因丈夫有了外遇，不久兩人就離異了，於是決定進行人工授精生下了明日香。
- 在明日香4歲時，參加了二號機的連結實驗。雖然她從這次實驗存活下來，但是卻因為一部分靈魂被吸入二號機而發瘋了，她將明日香的洋娃娃當作是自己的女兒，而拒絕承認明日香才是自己的女兒，最後上吊自殺身亡，得年31歲。
- 當時明日香正想將自己獲選為駕駛員的好消息告訴母親，並因此發現她的屍體，因而導致明日香壓抑了自己的感情和心理創傷，導致她在電視版系列故事的後段是脆弱與扭曲的。
- 在劇場版《Air》時戰略自衛隊入侵NERV期間時，回應因受到攻擊而陷入恐懼的明日香，促使明日香確認到母親的存在後重新振作起來。
- 在漫畫版中，她看起來像是一個留著髮型的女人。

## WILLE
於《福音戰士新劇場版：Q》出現的反NERV組織，對NERV的EVA進行殲滅行動。

### 鈴原櫻
鈴原櫻（Sakura Suzuhara，聲優：澤城美雪）
- 鈴原冬二的親妹妹。真嗣的主治醫師。官階少尉。
- 舊TV版中僅提及而未登場。非常受哥哥冬二疼愛，在真嗣迎擊第三使徒所引起的騷動中受傷住院，為此冬二還毆打了真嗣。後來冬二受到妹妹責罵之後與真嗣和好。冬二也是為了給妹妹換取更好的醫療環境而答應成為駕駛員。
- 在《新劇場版：破》中，真嗣和劍介談論冬二請假去迎接妹妹出院時出現其幼年時期的容貌。
- 在《新劇場版：Q》中，她在近第三次衝擊倖存下來，是唯一一位在AAA Wunder艦上以真摯和尊重的態度對待真嗣的人，在真嗣與零逃脫前拼命勸告真嗣不要駕駛EVA，而不是試圖阻止他逃脫。
- 在《新劇場版：終》中，她槍擊了真嗣和美里。

### 高雄浩司
高雄浩司（Kōji Takao，聲優：大塚明夫）
- AAA Wunder操作員。是位禿頭大叔，長有著山羊鬍子，同時也是AAA Wunder的工程師。加持良治的舊識，最終作中透露過去曾參與反NERV的起義（Wille成員左臂綁上的布巾為最初起義時分辨敵友的方式，同時也代表希望將海洋以及大地恢復原狀的顏色）。
- 名稱由來自大日本帝国海軍「高雄型重巡洋艦。

### 長良澄
長良澄（Sumire Nagara，聲優：大原沙耶香）
- AAA Wunder操作員，是一個黑皮膚的女人，留著長頭髮紮成馬尾辮。
- 負責AAA Wunder的反重力系統。
- 名稱由來自大日本帝国海軍「長良級輕巡洋艦。

### 多摩秀樹
多摩秀樹（Hideki Tama，聲優：勝杏里）
- AAA Wunder操作員，是一個皮膚白皙，有著不同尋常的髮型的男子。
- 像高雄一樣，他被分配到工程部門。然而並不太了解AAA Wunder的構造，性格似乎很害羞但很認真。
- 名稱由來自大日本帝国海軍「多摩號輕巡洋艦。

### 北上綠
北上綠（Midori Kitakami，聲優：伊瀨茉莉也）
- AAA Wunder操作員，擁有粉色頭髮和厚唇的年輕女性。
- 負責控制AAA Wunder的聲納和雷達，不過其性格較為懶散，而且相當懼怕死亡。
- 因其家人於近第三次衝擊遇難喪生，而對真嗣充滿敵意。當真嗣進入AAA Wunder艦橋時，毫不掩飾的流露出對真嗣的厭惡。在最終作中欲槍擊真嗣阻止其再度駕駛EVA，但因最終未能動手。
- 名稱由來自大日本帝国海軍「北上號輕巡洋艦。

### 加持良治
加持良治（Kaji Ryouji，聲優：內山昂輝）
- 年齡：14歲，於第三次衝擊後不久出生。
- 葛城美里與加持良治之子，繼承父名。還未出生時加持良治已犧牲阻止第三次衝擊，葛城美里為了WILLE的職責將其交由他人扶養，故從未見過父母，認為自己是孤兒，於WILLE附屬組織KREDIT的戶外實驗場擔任反L結界淨化系統的研究人員，稱呼相田劍介為「相田老師」，劍介交給美里的第三村攝影紀錄中，將他的近況和影像另外保存了起來。

## 其他角色
片片（PENPEN）（声优：林原惠）
葛城美里的寵物兼室友，一隻生物工程學技術所製造出來的新品種溫泉企鵝。
住在美里公寓中的一個特製冰櫃裡。喜歡泡熱水澡，而且會用自己的翅膀末端去按鈕，是智力有相當程度的聰明生物。
原是研究所的試驗品，在試驗結束後要被宰殺掉時被美里將其帶回飼養。對美里十分依賴，對此美里將其將其帶回家的目的則是「當自己拖著疲憊的身軀回到家時，能有人迎接自己。」
真嗣初來美里家時，因為從未見過這種“奇怪的生物”而嚇得裸奔出浴室。在《新劇場版：破》中，明日香也有類似遭遇。
在TV版中，葛城為了在接下來的鬥爭中不殃及PENPEN，最終將其交給即將搬離第三新東京市的洞木光繼續飼養。
新劇場版系列，第十使徒侵襲第三新東京市時美里將其交由洞木光照顧，近第三次衝擊之後未再提及。十四年後，真嗣離開劍介家後所逗留的NERV舊址附近出沒大量相同的品種，在水中悠游而行。
時田史郎（声优：大塚芳忠）
僅於第七話登場，日本重化學工業共同體的領導者，為了與NERV一方的EVA抗衡，而製造了機器人「JET ALONE」。
但JA在首度公開面世的揭幕典禮暨啟動實驗時失控，差點造成大災難，最後整個計畫也隨之付諸東流。美里潛入JA後發現內部系統有遭到人為更動的痕跡，失控的原因可能是控制系統早前被NERV的特務暗中更動。
名稱由來自村上龍的小說《愛與幻想的法西斯》。

老教師(根府川先生)（声优：丸山詠二）
第3新東京市立第一中學校的老師，也是真嗣們的導師。
喜歡在課堂上提到第二次衝擊的事情而讓學生們十分厭煩。
漫畫版「新世紀福音戰士 鋼鐵戀人新章」確認老教師正式名字為根府川先生。

明日香的父親（声优：関俊彦）
僅以聲音形式登場，在恭子自殺後再度與一位曾照顧明日香的德國醫生結婚。
在早期提案曾指出他已經在2015年死亡的設定，但是動畫中沒有提及。
在漫畫版中，是明日香母親於精子銀行中購買的天才科學家，明日香也向此與碇真嗣表示：「我是由優秀精子與卵子結合而誕生的，我是被挑選出來的人，一個特別的人」。

明日香的繼母（声优：勝生真沙子）
僅以聲音形式登場，恭子自殺後與明日香的父親結婚的德國醫生。
當明日香向碇真嗣提及繼母時，她並不會說她討厭繼母，但是她也不會讓繼母取代恭子在她心中的地位。
在漫畫版本中表明為明日香的親戚，除了明日香外似乎還有自己的孩子。

真嗣的伯父
僅出現於漫畫版本中，碇唯的哥哥。
碇唯死後，他應碇源堂的要求下照顧了真嗣，但他的妻子和孩子卻將真嗣視為麻煩的人而與真嗣的關係變得疏遠。同時也是構成真嗣心靈創傷的原因之一。

真嗣的伯母
僅出現於漫畫版本中。
碇唯死後，他應碇源堂的要求下照顧了真嗣，卻將真嗣視為麻煩的人看待而與真嗣的關係變得疏遠。同時也是構成真嗣心靈創傷的原因之一。

真嗣的堂兄
僅出現於漫畫版本中。
碇唯死後，他應碇源堂的要求下照顧了真嗣，曾因謠傳碇唯的死亡而與年幼的真嗣爭吵，最終與真嗣的關係變得疏遠。同時也是構成真嗣心靈創傷的原因之一。

洞木回聲、洞木希望（声优：岩男潤子）
僅於TV版第十五與第十七話中分別被提及，另於動畫《新幹線變形機器人》的新世紀福音戰士合作集數（第三十一話）以及劇場版中以客串形式登場，洞木光的姐妹。
名字分別取自新幹線回聲與希望號列車。

## 游戏版角色
山岸真由美（声优：冰上恭子）（又译山岸麻由美）
游戏《新世纪福音战士 2nd Impression》中登场角色。14岁。
由於身為聯合國僱員的養父調動，轉校至第三新東京市立第一中學的新生，在她到來的同時第三新東京開始遭遇巨型怪獸的進攻，NERV將其視為使徒並與之作戰，《第二印象》的故事就由此展開。
在學校裡真由美與性格相近的真嗣有了淡淡的感情，隨後會發現原來那些被稱為使徒的怪物都是從真由美的心中產生的，在真嗣的幫助下，真由美最終擺脫了煩惱，並離開了第三新東京市。
雾岛真名（声优：林原惠） （又译雾岛玛娜）
游戏《新世纪福音战士 钢铁女友》、《新世纪福音战士：碇真嗣育成计划》及漫画《新世纪福音战士：碇真嗣育成计划》中登场角色。14歲。
2001年4月11日出生。14岁。O型血。出生地为鹿儿岛县阿久根市，父親是被水淹沒的舊東京的水利工作者，母親是雜誌編輯。
轉校至第三新東京市立第一中學的新生。性格積極開朗，喜歡真嗣。根據在遊戲中書寫的他的獨白文章來看，她喜歡看鏡中照出的自己的臉與全裸跳舞的自己的樣子，自負于自己的美貌，非常地自戀。
其真實身份為戰略自衛隊的少年兵，接近真嗣的目的為「蒐集來的EVA的情報，提供給兵器開發部來改良機器人的性能」。之後因為軍中的同伴駕駛機動兵器出逃而成為誘捕作戰的誘餌，根據玩者不同的選擇有包括戰死在內的多個結局。
其姓「霧島」源自大日本帝國海軍霧島號戰艦，其名「真名」源自《王立宇宙軍》角色「瑪娜」（マナ）。
淺利啓太（声优：岩永哲哉）
游戏《新世纪福音战士 钢铁女友》中登场角色。14歲。
戰略自衛隊的少年兵，擔任「Trident級」（トライデント級）陸上輕巡洋艦駕駛員。在首版中無台詞，在特別篇中有台詞。
其名源自日本劇作家淺利慶太。
武藏·李·史特拉斯堡（声优：結城比呂）
游戏《新世纪福音战士 钢铁女友》中登场角色。14歲。
戰略自衛隊的少年兵，擔任「Trident級」（トライデント級）陸上輕巡洋艦駕駛員。
其名源自大日本帝國海軍武藏號戰艦與美國演員Lee Strasberg。
瑪麗·文森尼斯
游戏《新世纪福音战士RPG NERV白書》中登场角色。14歲。
從NERV北部支部派遣自日本，具有博士學位的14歲科學家，它不是正式的飛行員，而是提高EVA性能的測試飛行員，因而被稱為「規格外的適格者」。
她為3號機的開發做出了貢獻，儘管他的舉止柔和有禮貌，但是他是一個傲慢自大的人，經常發表相當不愉快的話。後來他被提升為中國支部，擔任8號機的開發副總監。
其名源自美國海軍「提康德羅加級飛彈巡洋艦」文森尼斯艦。
少尉（声优：铃村健一（新世纪福音战士：绫波育成计划））
游戏《新世纪福音战士：绫波育成计划》、《新世纪福音战士：绫波育成计划 with 明日香补完计划》中登场的玩家角色。
剛被分配到第三新東京市的NERV成員，階級為三尉。在會見指揮官碇源堂後被指派去照顧第一適任者員綾波零。
剑崎恭也
游戏《新世纪福音战士 机密档案》中登场的玩家角色。29岁。NERV保安谍报部谍报一科成员。
和美里、加持是同窗關係。
加贺瞳（声优：雪野五月）
游戏《新世纪福音战士 机密档案》中登场角色。24岁。NERV技术开发部第一科成员。

## 配音員
| 角色               | 声優・配音員 | 声優・配音員   | 声優・配音員       | 声優・配音員       | 声優・配音員       | 声優・配音員       |
| 角色               | 日語         | 標準漢語(台灣) | 粤語(香港有線/ATV) | 粤語(香港有線/ATV) | 標準漢語(中国大陆) | 標準漢語(中国大陆) |
| ------------------ | ------------ | -------------- | ------------------ | ------------------ | ------------------ | ------------------ |
| 碇真嗣             | 緒方惠美     | 朱憶華         | 羅偉傑             | 陳廷軒             | 刘艺               | 刘莉               |
| 綾波零             | 林原惠       | 馮美麗         | 周文瑛             | 曾秀清             | 刘海霞             | 刘海霞             |
| 惣流·明日香·蘭格雷 | 宮村優子     | 許雲雲         | 曾秀清             | 周文瑛             | 徐琳               | 郝琳杰             |
| 葛城美里           | 三石琴乃     | 陶敏嫻         | 黃玉娟             | 黃玉娟             | 郝琳杰             | 曹玉敏             |
| 碇源堂             | 立木文彦     | 陳進益         | 黃志明             | 黃志成             | 张文渔             | 张文渔             |
| 冬月耕造           | 清川元夢     | 陳幼文         | 譚漢華             | 曾秉輝             | 方树桥             | 方树桥             |
| 加持良治           | 山寺宏一     |                | 陳偉權             | 陳偉權             | 韩力               | 韩力               |
| 赤木律子           | 山口由里子   | 馮美麗         | 譚淑嫻             | 姜麗儀             | 刘莉               | 徐琳               |
| 伊吹摩耶           | 長澤美樹     | 許雲雲         | 周文瑛             | 譚淑英             | 曹玉敏             |                    |
| 日向誠             | 結城比呂     |                | 陳志強             | 李家輝             | 滕奎兴             | 佟春光             |
| 青葉茂             | 子安武人     |                |                    | 黃志明             | 佟春光             | 姜昌义             |
| 渚薰               | 石田彰       |                | 曾秉輝             | 陳志強             | 佟春光             |                    |
| 鈴原冬二           | 關智一       |                | 曾秉輝             | 雷霆               | 滕奎兴             | 佟春光             |
| 相田劍介           | 岩永哲哉     | 陳進益         | 雷霆               | 陳志強             | 张文渔             | 张文渔             |
| 洞木光             | 岩男潤子     |                | 龍德瓊             | 譚淑嫻             | 贾丽娜             | 贾丽娜             |